# Villa Ortúzar
Pour les articles homonymes, voir Ortuzar (homonymie).
Villa Ortúzar est un des quarante-huit quartiers de Buenos Aires.